# Air Leisure
Air Leisure war eine ägyptische Billigfluggesellschaft mit Sitz in Kairo und Basis auf dem Flughafen Kairo-International. Am 22. Oktober 2018 suspendierte die ägyptische Luftfahrtbehörde das Luftverkehrsbetreiberzeugnis der Air Leisure, nachdem infolge von technischen und finanziellen Problemen Zweifel an einer Einhaltung der Sicherheitsstandards aufgekommen waren.

## Flugziele
Das Unternehmen führte Charterflüge durch und war die erste Low-Cost Airline, welche Afrika und Asien mit Direktflügen verband. So flog sie beispielsweise nach Shanghai, Peking und Kunming.

## Flotte
Zum Zeitpunkt der Betriebseinstellung bestand die Flotte der Air Leisure aus drei Flugzeugen:
| Flugzeugtyp     | Anzahl | bestellt | Anmerkungen | Sitzplätze (First/Business/Economy) |
| --------------- | ------ | -------- | ----------- | ----------------------------------- |
| Airbus A340-200 | 3      |          |             | 282 (12/7/263)                      |
| Gesamt          | 3      | –        |             |                                     |